# Albert Collins with the Barrelhouse Live
| Recensione | Giudizio |
| ---------- | -------- |
| AllMusic   |          |

Albert Collins with the Barrelhouse Live è un album dal vivo del cantante e chitarrista blues statunitense Albert Collins, pubblicato nel 1979.

## Tracce

### LP (1979, Munich Records, BM 150225)
Lato A
1. Frosty – 4:55 (Albert Collins)
2. Honey Hush – 5:55 (Lowell Fulson)
3. I've Got a Mind to Travel – 6:40 (Gwendolyn Collins)
4. Don't Loose Your Cool – 5:35 (Albert Collins)

Durata totale: 23:05
Lato B
1. Blue River Rising – 6:35 (Juke Boy Bonner, Eddie Shuller)
2. Cock It on the Wall – 3:10 (Tradizionale; arrangiamento di Jan Willem Sligting)
3. Conversation with Collins – 9:40 (Albert Collins)
4. Keep Your Business Straight – 3:35 (Gwendolyn Collins)

Durata totale: 23:00

## Formazione
- Albert Collins – chitarra, voce

### Gruppo
- Tineke Schoemaker – voce
- Johnny Laporte – chitarra
- Guus Laporte – chitarra
- Han van Dam – piano
- Tony Vos – sassofono alto
- Jan Willem Sligting – basso
- Bob Dros – batteria

### Produzione
- Job Zomer e Jan Hupkes – produzione (A Munich Production), supervisori
- Registrazioni effettuate dal vivo il 28 dicembre 1978 al "Het Wapen Van Heemskerk" di Alkmaar, Paesi Bassi
- Jan Piet Exalto e Rob van Donselaar – ingegneri delle registrazioni
- Remixaggi effettuati da Jan Piet Exalto al "Zeezicht Studio" di Haarlem, Paesi Bassi
- Cary Markerink – design copertina album originale[2]